# 凤仙桥水库
凤仙桥水库位于湖南省永州市宁远县，是一座以防洪、发电、灌溉为主的中型水库，库容约1059万立方米，水库坝高约43.2米，正常蓄水位约136.5米，设计灌溉面积约2820公顷。